# Bonifaz Wohlmuth
Bonifaz Wohlmuth (Bonifác Wolmut, Überlingen, 1510 előtt – 1579) osztrák építész, építőmester.

## Élete
A Badenből (az Überlingenhez közeli Kostnice faluból) elszármazott fiatalember Bécsben tanult, majd sokfelé dolgozott a Habsburg Birodalomban; egyebek közt (az 1530-as években) a sárospataki vár építésén is. Eközben mind a késő gótika, mind a kora reneszánsz formavilágát elsajátította, aminek eredményeként reneszánsz szerkezetű és arányú épületeit rendszeresen gótikus stílusú faragványokkal díszítette.
I. Ferdinánd 1539-től rendszeresen bízta meg kisebb-nagyobb feladatokkal, és elégedettségének jeleként 1559-ben udvari építőmesterré  nevezte ki. Ezután 1570-ig főleg Prágában dolgozott, ahol leghíresebb műve Anna királyné nyári palotája a Királyi kertek keleti végében. (Ezt a genovai Paolo della Stella kezdte építeni 1538-ban Ferdinánd felesége, Jagelló Anna számára. Az 1541-es nagy tűzvész után az építkezés hosszabb időre leállt, majd Wohlmuth fejezte be; az épület 1563-ra készült el.)
1554-ben kezdte építeni a Fehér-hegyen a császárok nyári lakának szánt, reneszánsz Csillag-palotát. 1557–1563 között az Ulászló-terem korszerűsítésén dolgozott.
1557–1560 között reneszánsz erkéllyel és sisakkal koronázta meg a Szent Vitus-székesegyház befejezetlenül álló déli tornyát.
1567–1569 között Ulrich Avostalisszal építették a Királyi kertekben álló, sgraffitókkal gazdagon díszített Labdaházat.

## Fordítás
- Ez a szócikk részben vagy egészben  a   Bonifác Wolmut című cseh Wikipédia-szócikk ezen változatának fordításán alapul.  Az eredeti cikk szerkesztőit annak laptörténete sorolja fel. Ez a jelzés csupán a megfogalmazás eredetét és a szerzői jogokat jelzi, nem szolgál a cikkben szereplő információk forrásmegjelöléseként.